# Japansk ansjovis
Japansk ansjovis (Engraulis japonicus) är en fiskart som beskrevs av Temminck och Schlegel, 1846. Japansk ansjovis ingår i släktet Engraulis och familjen Engraulidae. Inga underarter finns listade i Catalogue of Life.